# Kołowa Czuba

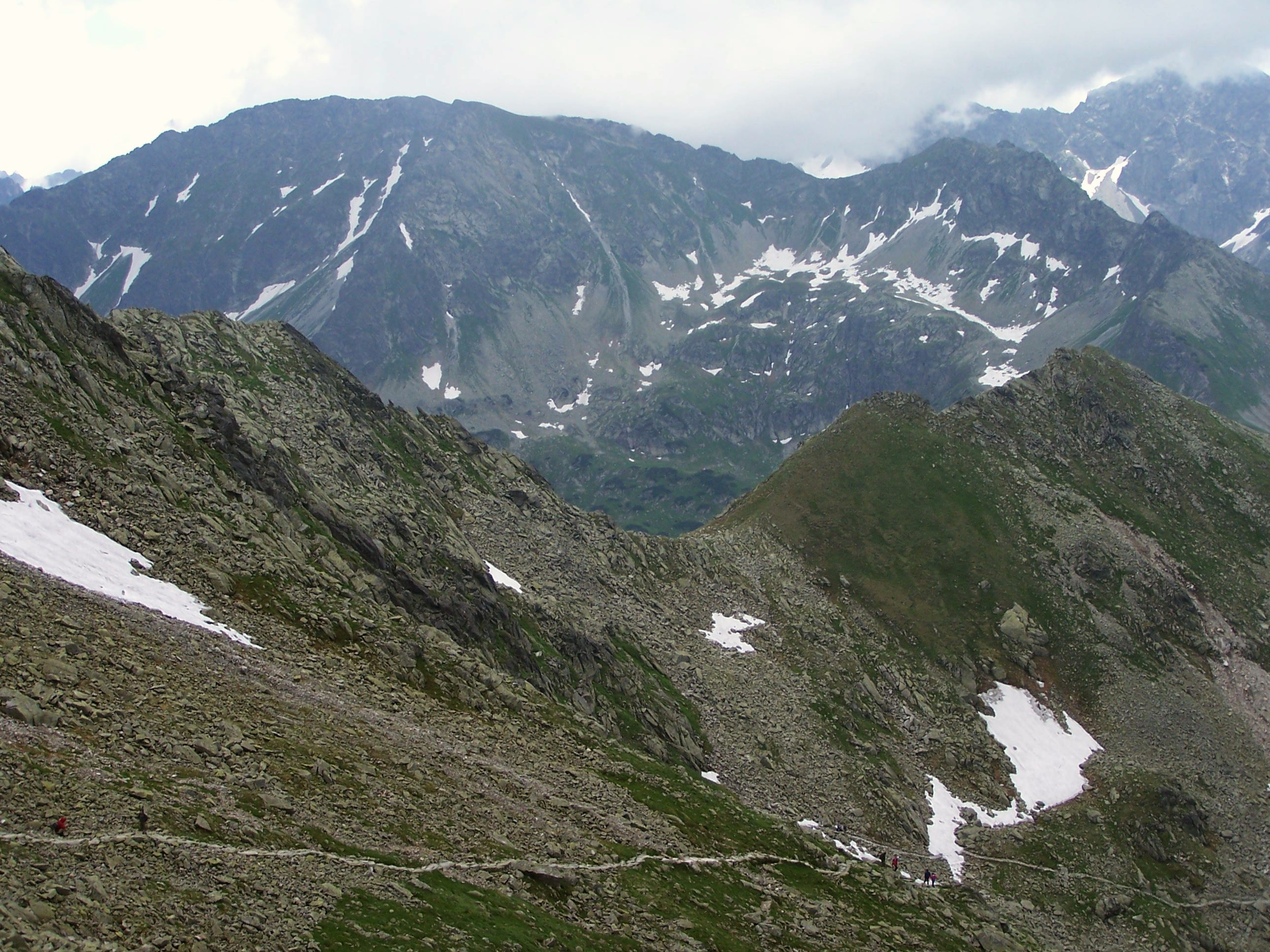
Blick vom Bergpass Zawrat

Die Kołowa Czuba ist ein Berg in der polnischen Hohen Tatra mit 2105 m im Massiv des Mały Kozi Wierch. Der Gipfel liegt in der Gemeinde Bukowina Tatrzańska, konkret den Ortsteil Brzegi, in der Woiwodschaft Kleinpolen im Landkreis Powiat Tatrzański.

## Lage und Umgebung
Unterhalb des Gipfels liegen die Hängetäler des Tals Dolina Pięciu Stawów Polskich, konkret Dolina pod Kołem im Süden und Dolina Pusta im Norden.
Vom Gipfel des Mały Kozi Wierch im Westen wird die Kołowa Czuba durch den Bergpass Przełęcz Schodki getrennt, im Osten fällt der Hang in das Tal Dolina Pięciu Stawów Polskich hinab.
Während der letzten Eiszeit war die Kołowa Czuba ein Nunatak.

## Etymologie
Der polnische Name Kołowa Czuba lässt sich als Kreishügel übersetzen. Der Name rührt daher, dass der Berg über dem Tal Dolina pod Kołem, also Tal unter dem Kreis, liegt.

## Flora und Fauna
Trotz seiner Höhe besitzt die Kołowa Czuba eine bunte Flora und Fauna. Es treten zahlreiche Pflanzenarten auf, insbesondere hochalpine Blumen und Gräser. Neben Insekten und Weichtieren sowie Raubvögeln besuchen auch Murmeltiere und Gämsen den Gipfel.

## Tourismus
Die Kołowa Czuba ist bei Wanderern beliebt. Am Südhang des Berges verläuft ein markierter Wanderweg vom Tal Dolina Pięciu Stawów Polskich zum Bergpass Zawrat. Der bedeutend steilere Nordhang ist bei Kletterern beliebt. Als Ausgangspunkt für eine Besteigung aus den Tälern eignen sich die Berghütten Schronisko PTTK Murowaniec sowie Schronisko PTTK w Dolinie Pięciu Stawów Polskich.

## Belege
- Zofia Radwańska-Paryska, Witold Henryk Paryski: Wielka encyklopedia tatrzańska. Poronin, Wyd. Górskie, 2004, ISBN 83-7104-009-1.
- Tatry Wysokie słowackie i polskie. Mapa turystyczna 1:25.000, Warszawa, 2005/06, Polkart, ISBN 83-87873-26-8.